# Лопанова, Пелагея Филипповна
Пелагея Филипповна Лопанова (1923 — 30 августа 2012) — передовик советского сельского хозяйства, бригадир тракторной бригады Кабановской МТС Усть-Калманского района Алтайского края, Герой Социалистического Труда (1957).

## Биография
Родилась в 1923 году в селе Усть-Калманка, Алтайского края.
Окончив шесть классов школы и курсы трактористов, стала трудиться трактористкой в колхозе имени «Коминтерна». 
В 1941 году и всю Великую Отечественную войну продолжала работать в сельском хозяйстве.
Её, одну из лучших, в 1944 году направили руководить бригадой в Кабановской МТС. Обладая способностями организовать процесс, она очень быстро сплотила коллектив для решения производственных задач.
В 1954 году возглавила молодёжную бригаду, которая через некоторое время получила заслуженно звание «Бригада высокой культуры земледелия».
Указом Президиума Верховного Совета СССР от 11 января 1957 года за получение высоких показателей в сельском хозяйстве и рекордные показатели в сельском хозяйстве Пелагее Филипповне Лопановой было присвоено звание Героя Социалистического Труда с вручением ордена Ленина и медали «Серп и Молот».
С ноября 1962 года возглавляла 5-е отделение свекловодов совхоза «Усть-Калманский». Продолжала трудиться в совхозе до выхода на пенсию, показывала высокие производственные результаты.
Была депутатом Алтайского краевого совета депутатов, Член КПСС с 1951 года.
Проживала в родном селе. 
Умерла 30 августа 2012 года. Похоронена на сельском кладбище.

## Награды
За трудовые успехи была удостоена:
- золотая звезда «Серп и Молот» (11.01.1957)
- орден Ленина (11.01.1957)
- Орден Октябрьской Революции (08.04.1971)
- другие медали.